# Maria Norrfalk

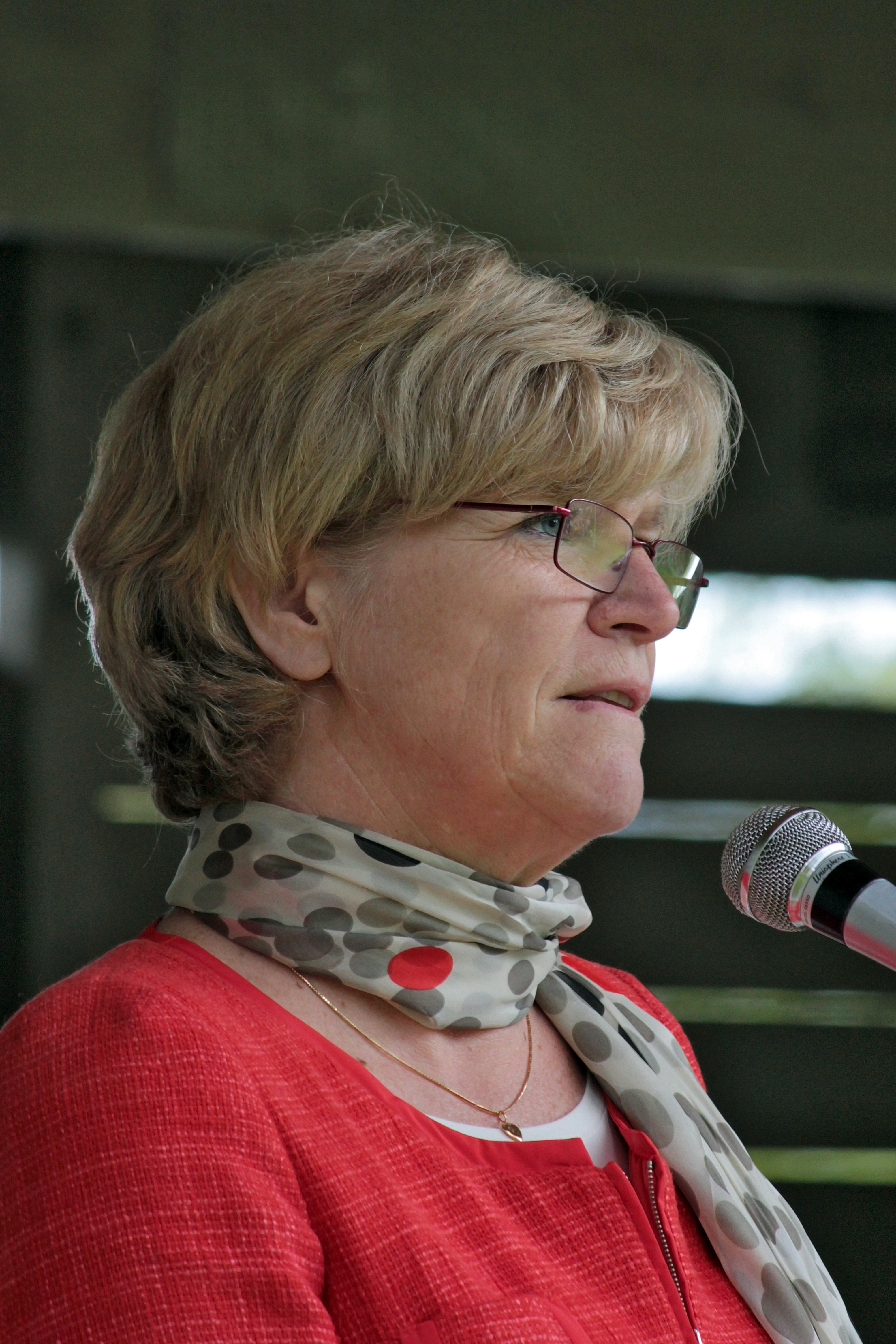
Maria Norrfalk

Maria Helene Norrfalk, född 25 mars 1952, är en svensk ämbetsman.
Maria Norrfalk utbildade sig till jägmästare och utsågs 1990 till länsjägmästare i Uppsala län. Hon var generaldirektör för Skogsstyrelsen 1994–2003, generaldirektör för Sida 2003–2007 och landshövding i Dalarnas län 2007–2015. Hon var ordförande för Skansen 2010–2011. Sedan 2017 är hon ordförande för Sveriges hembygdsförbund.. Hon är sedan 2018 även ordförande i Hushållningssällskapens Förbund.
Hon är även styrelseledamot i Stiftelsen för Strategisk Forskning, Inlandsdelegationen och Svenska Jägareförbundet samt ledamot av Miljömålsrådet.

## Utmärkelser och ledamotskap
- H.M. Konungens medalj i guld av 12:e storleken i Serafimerordens band (2019) för framstående insatser inom svensk statsförvaltning.[5]
- Ledamot av Kungliga Skogs- och Lantbruksakademien